# 薩默塞特 (伊利諾伊州)
薩默塞特（英語：Somerset）是位於美國伊利諾伊州薩林縣的一個非建制地區。該地的面積和人口皆未知。

## 地理
薩默塞特的座標為37°39′16″N 88°27′26″W / 37.65444°N 88.45722°W，而該地的平均海拔高度為139米（即456英尺）。